# ابونصر فتح‌الله
خواجه برهان‌الدین ابونصر فتح‌الله وزیر فرزند کمال‌الدین ابوالمعالی از وزیران قرن هشتم هجری قمری در فارس بود. اصلیت او مشخص نیست. پس از مرگ پدر عازم شیراز شد ولی امیر مبارزالدین محمد او را طلبید. وی به مدت ۱۰ سال در یزد وزیر امیر مبارزالدین محمد بوده‌است. در سال ۷۵۶ هجری قمری موقعیکه امیر مبارزالدین، فارس را تسخیر می‌کند، دوباره خواجه برهان‌الدین را به وزارت بر می‌گزیند. او در اوایل سلطنت شاه شجاع معزول شد و به سال ۷۸۰ درگذشت.
‌
خواجه شمس الدین محمد ملقب و متخلص به حافظ شیرازی نیز درباره او شعری در باب قطعه آورده است. این قطعه چنین است:
دیدار شد میسر و بوس و کنار هم
از بخت شکر دارم و از روزگار هم
زاهد برو که طالع اگر طالع من است
جامم به دست باشد و زلف نگار هم
ما عیب کس به مستی و رندی نمی‌کنیم
لعل بتان خوش است و می خوشگوار هم
ای دل بشارتی دهمت محتسب نماند
و از می جهان پر است و بت میگسار هم
خاطر به دست تفرقه دادن نه زیرکیست
مجموعه‌ای بخواه و صراحی بیار هم
بر خاکیان عشق فشان جرعه لبش
تا خاک لعل گون شود و مشکبار هم
آن شد که چشم بد نگران بودی از کمین
خصم از میان برفت و سرشک از کنار هم
چون کائنات جمله به بوی تو زنده‌اند
ای آفتاب سایه ز ما برمدار هم
چون آب روی لاله و گل فیض حسن توست
ای ابر لطف بر من خاکی ببار هم
حافظ اسیر زلف تو شد از خدا بترس
و از انتصاف آصف جم اقتدار هم
برهان ملک و دین که ز دست وزارتش
ایام کان یمین شد و دریا یسار هم
بر یاد رای انور او آسمان به صبح
جان می‌کند فدا و کواکب نثار هم
گوی زمین ربوده چوگان عدل اوست
وین برکشیده گنبد نیلی حصار هم
عزم سبک عنان تو در جنبش آورد
این پایدار مرکز عالی مدار هم
تا از نتیجه فلک و طور دور اوست
تبدیل ماه و سال و خزان و بهار هم
خالی مباد کاخ جلالش ز سروران
و از ساقیان سروقد گلعذار هم **